# Претория (корабль)
«Претория» (англ. Pretoria) — американская деревянная баржа-шхуна; была одним из самых больших деревянных кораблей, когда-либо построенных.
Длина судна составляла 103 метра, ширина — 13,4 метра, а высота — 7 метров. Была построена Джеймсом Дэвидсоном в Вест-Бэй-Сити, штат Мичиган, для использования на Великих озёрах.
Чтобы усилить деревянную раму и корпус корабля, «Претория» была построена с использованием стальных кильсоновых пластин, поясов и арок. Также для жёсткости конструкции шхуны по диагонали были использованы стальные ремни. Для того, чтобы трюм «Претории» был сухим, использовался «паровой осёл» для привода насоса.
Трёхмачтовая баржа-шхуна была спущена на воду 26 июля 1900 года и предназначалась для транспортировки по Великим озёрам порядка 5000 тонн железной руды, 175000 бушелей пшеницы или 300000 бушелей овса.
1 сентября 1905 года «Претория» приняла на свой борт груз на пирсе в городе Сьюпириор, штат Висконсин. Вслед за «Преторией» на этом же пирсе было загружено Великоозёрное грузовое судно «Севона». Оба они вышли в рейс и оба затонули на следующий день недалеко от Апослских островов, когда сильный шторм отправил их на дно озера Верхнее.
«Претория» была внесена в Национальный реестр исторических мест США под номером 94000835.